# Berdytschiw
Berdytschiw (ukrainisch Бердичів; russisch Бердичев Berditschew, polnisch Berdyczów, jiddisch באַרדיטשעװ Barditschew) ist eine Stadt im Süden der ukrainischen Oblast Schytomyr mit etwa 80.000 Einwohnern.
Die Stadt ist das administrative Zentrum des gleichnamigen Rajons Berdytschiw und befindet sich etwa 40 Kilometer südlich von Schytomyr. Sie ist ein wichtiges Industriezentrum (Maschinenbau, Schuhfabrik) und Verkehrsknotenpunkt im Verlauf der ukrainischen Südbahn von Kiew über Kosjatyn nach Sdolbuniw und weiter über Dubno und Brody nach Lwiw (Bahnstrecke Kowel–Kosjatyn und Bahnstrecke Lwiw–Sdolbuniw).

## Geschichte
Berdytschiw wurde erstmals 1320 als Siedlung erwähnt. Nach Aussterben der herrschenden Dynastie in Galizien-Wolhynien 1340 fiel Berdytschiw wie ganz Wolhynien im folgenden Krieg um die Länder ans Großfürstentum Litauen. 1430 gewährte Großfürst Vytautas der Große die Herrschaft über das Gebiet Kalinik von Putywl. 1483 verwüsteten einfallende Krimtataren die Siedlung.
Inzwischen im Besitz der litauischen Familie Tyszkiewicz wurde hier um 1546 eine Stadt gegründet, später kam ein Schloss dazu. Im Zuge der Union von Lublin wurde Berdyczów 1569 wie ganz Litauen Teil des geeinten Polen-Litauens, wo es zur Woiwodschaft Wolhynien gehörte. Seit 1675 fanden in Berdyczów Jahrmärkte statt. In der Folge wurde die Stadt zu einem wichtigen Handelszentrum.

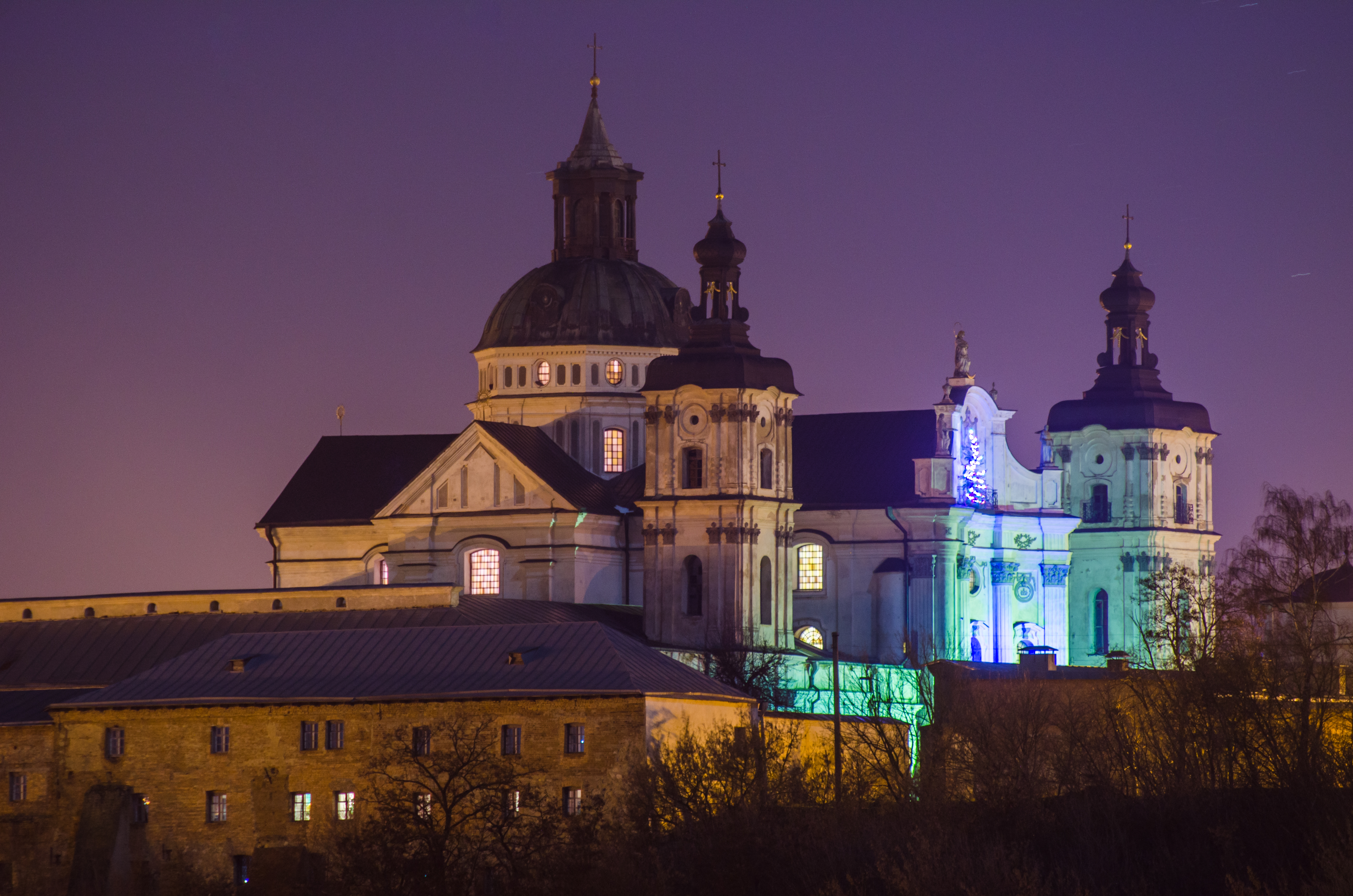
Befestigtes Karmelitenkloster

Im Kampf der polnischen Szlachta in der Konföderation von Bar gegen den Verlust ihres Einflusses in der Adelsrepublik und gegen russischen Einfluss auf die Wahl der Könige und diese selbst war Berdyczóws Kloster der unbeschuhten Karmeliten im Jahr 1768 einer der Kampfplätze. Casimir Pułaski war Mitbegründer der Konföderation und hatte in Wolhynien und Podolien Kämpfer um sich gesammelt. Die ohnehin in Polen-Litauen anwesenden russischen Truppen, die durch Einschüchterung und russischen Stimmenkauf König Stanislaus II. August 1762 zur Wahl verholfen hatten, gingen gegen die Konföderierten vor. Pułaski verschanzte sich im Karmelitenkloster, wo er mit 700 Verbündeten und 800 Zivilisten 17 Tage gegen russische Belagerung und Anstürme standhielt. Gegen das Versprechen sich von der Konföderation loszusagen, ließ ihn der russische Befehlshaber Alexander Suworow ziehen.
Seit dem 18. Jahrhundert gehörte Berdyczów zu den wichtigsten Zentren jüdischen Lebens in Polen. Die jüdische Bevölkerung machte lange Zeit die Mehrheit der Stadtbevölkerung aus, 1789 bei der Volkszählung etwa 75 %. 1793 fiel Berdyczów im Zuge der Zweiten Teilung Polens mit weiten Teilen Wolhyniens ans Russische Zarenreich, wo es zum neuen Gouvernement Kiew gehörte. Es entstand eine starke chassidische Bewegung in der Stadt.

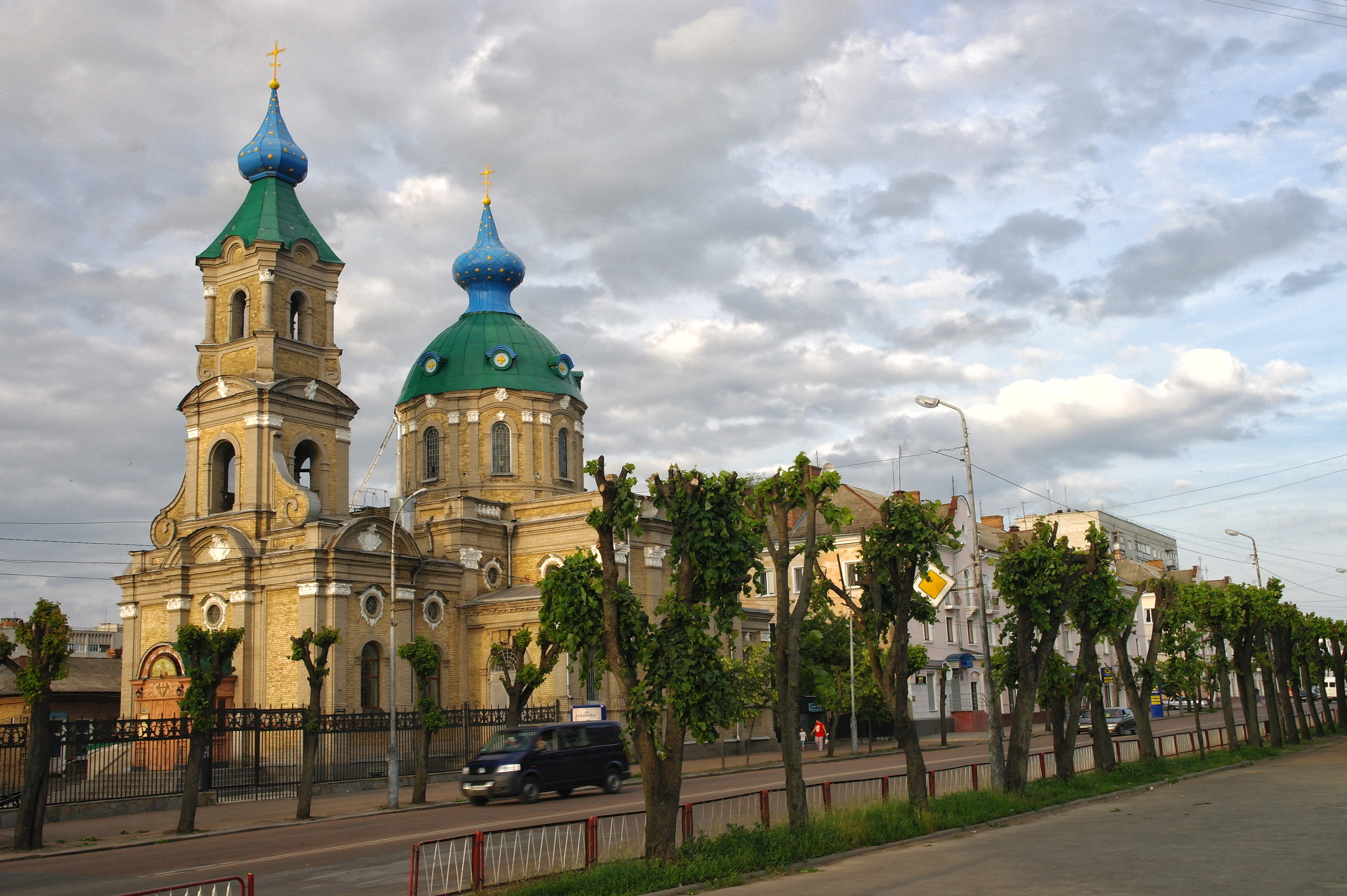
Nikolauskirche in der Liebknecht-Straße

1861 zählte Berdytschiw knapp 47.000 Juden, womit die Stadt den zweitstärksten jüdischen Bevölkerungsanteil aller russischen Städte hatte. Die Auswanderung dämpfte das durch viele Geburten starke Bevölkerungswachstum. Die ab 1882 verstärkten gesetzlichen antisemitischen Diskriminierungen seitens der zaristischen Regierung (so genannte Maigesetze) befeuerten die jüdische Auswanderung. Von 1892 bis 1921 verkehrte im Ort die mit Pferden betriebene Straßenbahn Berdytschiw. 1897 waren von 53.728 Einwohnern 41.617 (etwa 80 %) Juden.
Zur Zeit der Oktoberrevolution 1917 lag das Bürgermeisteramt in Händen eines Bundisten. Zwei Jahre später, im Russischen Bürgerkrieg zwischen Weißen und Roten, verübten Antisemiten einen Pogrom in der Stadt. Im Polnisch-Sowjetischen Krieg versuchte die Zweite Republik Polen in den Teilungen verlorene Gebiete zurückzugewinnen und drang im Frühjahr 1920 über Berdytschiw hinaus bis Kiew vor. Bei Einnahme der Stadt durch die roten Sowjets später im gleichen Jahr wurden viele Bauten der Stadt durch sowjetische Artillerie zerschossen. Gemäß dem polnisch-sowjetischen Frieden von Riga (1921) blieb Berdytschiw mit dem östlichen Wolhynien unter sowjetischer Herrschaft und wurde Teil der Ukrainischen Sozialistischen Sowjetrepublik.
Berdytschiw war ein kulturelles Zentrum für Juden, Polen und Ukrainer bis zum 20. Jahrhundert. In der ersten Hälfte der 1920er Jahre wurde Jiddisch im Amtsgebrauch und als Gerichtssprache anerkannt. Die sowjetische Obrigkeit verbot in den 1930er Jahren Jiddisch im offiziellen Gebrauch, wie sie auch Jeschives, Batei Midrasch und die meisten Synagogen schloss. Die jüdische Auswanderung verstärkte sich. 1926 hatte Berdytschiw 51.440 Einwohner.

### Verfolgung und Ermordung der Juden
Vor dem Krieg lebten unter den damals 66.306 Einwohnern etwa 30.000 Juden. Anfang 1941 hielten sich noch etwa 20.000 Juden in der Stadt auf. Beim deutschen Einmarsch am 7. Juli 1941 wurden alle Juden zur Registrierung aufgerufen; sie mussten bereits ab dem 17. Juli einen gelben Judenstern tragen. Zudem forderte der Stadtkommandant am 10. Juli 1941 eine Kontribution in Höhe von 100.000 Rubeln von der jüdischen Bevölkerung der Stadt. Es kam zu pogromartigen Ausschreitungen, bei der ganze Gruppen ermordet und die Synagogen in Brand gesteckt wurden. Jüngste wissenschaftliche Untersuchungen gehen davon aus, dass eine 1941 vollzogene Massenexekution, von der eine als Der letzte Jude in Winniza bezeichnete Fotografie weltweit bekannt wurde, entgegen der Ortsangabe im Titel nicht in Winnyzja, sondern in Berdytschiw stattfand.
Am 25. August 1941 erging der Befehl zur Einrichtung eines Ghettos. Im Gegensatz zu vielen anderen Ghettos gab es hier keinen Judenrat, keine eigene Polizei und Verwaltung. Bewacht wurde das Lager durch ukrainische Hilfspolizisten.
Am 4. September 1941 wurden auf Befehl des Höheren SS- und Polizeiführers mindestens 1300 junge Männer unter dem Vorwand eines Ernteeinsatzes selektiert und außerhalb der Stadt erschossen. Ein deutscher Soldat, der diese Mordtaten beobachtete, hat diese später aufgezeichnet.
Am frühen Morgen des 15. Septembers 1941 wurde das Ghetto von SS und Polizei abgeriegelt, die Bewohner auf dem Marktplatz zusammengetrieben und mehrere Hundert Handwerker mit ihren Familien ausgesondert. Etwa 12.000 Juden wurden am Rande eines aufgelassenen Flugplatzes in vorbereiteten Gruben erschossen. Unter den Ermordeten der Großaktion des Sonderkommando 4a der Einsatzgruppe C und des Polizeibataillons 45 unter Martin Besser befand sich auch die Mutter von Wassili Grossman.
Die überlebenden jüdischen Einwohner wurden in mehreren Aktionen bis Mitte Juni 1942 nach und nach ermordet. Am 3. November 1941 wurden die Familien der Handwerker, die bislang verschont worden waren, insgesamt etwa 2000 Menschen, ermordet. Am 7. April 1942 folgte die Ermordung von 70 jüdischen Frauen, die mit Nichtjuden verheiratet waren. Am 16. Juni 1942 wurden die verbliebenen Handwerker umgebracht.
Berdytschiw wurde am 5. Januar 1944 von der Roten Armee befreit. Zu diesem Zeitpunkt lebten noch 15 Juden in der Stadt.

### Gedenken
Die offizielle sowjetische Geschichtsschreibung ließ lange Zeit die Benennung einzelner Opfergruppen des Großen vaterländischen Krieges nicht zu. Am Flughafengelände wurde zwar 1953 mit Spendengeldern ein Gedenkstein für die ermordeten Juden aufgestellt, der aber bald verschwand. Erst 1983 konnten jüdische Einwohner dort erneut einen Gedenkstein setzen, der die Zahl der Opfer beziffert. Weitere Steine markierten Stellen von anderen Massengräber. Erst nach 1991 wurden Hinweise auf die jüdische Herkunft der Opfer angefügt.
2015 wurde ein kleines Museum zur Ortsgeschichte des Judentums in der Stadt errichtet. 2019 gestaltete ein ukrainisch-deutsches Projekt beim Gelände des ehemaligen Ghettos einen zentralen Gedenkort; mehrsprachige Tafeln stellen die Ereignisse dar und weisen auf acht Massengräber in der näheren Umgebung hin. Viele Gräber aber sind noch unmarkiert und ungeschützt vor Grabschändern, die nach Wertgegenständen graben.
Im September 2019 wurde der Gedenkort in Chazhyn errichtet und feierlich eingeweiht. Am zentralen Gedenkort in der Stadt Berdytschiw wurden in enger deutsch-ukrainischer Zusammenarbeit fünf Informationstafeln aufgestellt, die sowohl über die Geschichte der lokalen jüdischen Gemeinde als auch über die Dimensionen und Standorte der Vernichtung der lokalen Juden während der deutschen Besatzung informieren.

## Verwaltungsgliederung
Am 12. Juni 2020 wurde die Stadt zum Zentrum der neugegründeten Stadtgemeinde Berdytschiw (ukrainisch Бердичівська міська громада/Berdytschiwska miska hromada), zu dieser zählten auch noch die 2 in der untenstehenden Tabelle aufgelistetenen Dörfer, bis dahin bildete sie die gleichnamige Stadtratsgemeinde Berdytschiw (Бердичівська міська рада/Berdytschiwska miska rada) im Zentrum des Rajons Berdytschiw.
Folgende Orte sind neben dem Hauptort Berdytschiw Teil der Gemeinde:
| Name                     | Name       | Name                       |
| ukrainisch transkribiert | ukrainisch | russisch                   |
| ------------------------ | ---------- | -------------------------- |
| Pidhorodne               | Підгородне | Подгородное (Podgorodnoje) |
| Skrahliwka               | Скраглівка | Скраглевка (Skraglewka)    |

## Städtepartnerschaft
Seit 2024 besteht eine Solidaritätspartnerschaft mit Konstanz.
Seit Juni 2024 ist Berdytschiw mit Buchholz in der Nordheide städtepartnerschaftlich verbunden. Hilfstransporte waren unmittelbar nach dem russischen Überfall auf die Ukraine 2022 aus Buchholz in Richtung Ukraine erfolgt.

## Söhne und Töchter der Stadt
- Levi Jizchak von Berditschew (1740–1810), chassidischer Rabbi
- Israel Back (1797–1874), einflussreiche Persönlichkeit in Eretz Israel
- Osias Abrass, Chasan, Kantor und Komponist
- Ignaz von Ephrussi (1829–1899), griechisch-russischer Bankier und Kunstsammler in Odessa und Wien
- Jehoschua Mordechai Lifschitz (1829–1878), Lexikograph und Autor
- Abraham Alter Fiszzon (1843–1922), jüdischer Schauspieler und Theaterdirektor
- Joseph Conrad (1857–1924), polnisch-britischer Schriftsteller
- Boris Sidis (1867–1923), Psychologe, Psychiater und Psychopathologe
- Josef Krummel (1873–1937), russlanddeutscher römisch-katholischer Geistlicher und Märtyrer
- Marija Liwyzka (1879–1971), Schriftstellerin und Aktivistin
- Noah Pryłucki (1882–1941), jiddischer Philologe
- Pinchas Kahanowitsch (1884–1950), jiddischer Schriftsteller (Der Nister)
- Wolodymyr Finkelstein (1896–1937), ukrainischer und sowjetischer Chemiker
- Jakow Kornfeld (1896–1962), russischer Architekt und Hochschullehrer
- Regina Horowitz (1900–1984), Pianistin und Hochschullehrerin
- Vladimir Horowitz (1903–1989), russisch-US-amerikanischer Pianist
- Josef Berstein (1904–1964), jüdisch-amerikanischer Filmregisseur
- Wassili Semjonowitsch Grossman (1905–1964), sowjetischer Schriftsteller und Journalist
- Wladimir Sak (1913–1994), Schachspieler, Trainer der sowjetischen Schachschule
- Wsewolod Nestajko (1930–2014), Prosaschriftsteller
- Waleri Skworzow (1945–2021), russisch-sowjetischer Hochspringer
- Swjatoslaw Piskun (* 1959), Politiker, Generalstaatsanwalt der Ukraine, Generalleutnant der Steuerpolizei
- Witalij Skomarowskyj (* 1963), römisch-katholischer Geistlicher, Bischof von Luzk ab 2014
- Anatoli Salewski (* 1974), Akrobat und Äquilibrist
- Wolodymyr Matwijtschuk (* 1982), Boxer
- Jurij Krymarenko (* 1983), Hochspringer
- Dmytro Rasumkow (* 1983), Politiker
- Ljudmila Ljachowitsch (* 1987), belarussisch-ukrainische Langstreckenläuferin
- Wladyslaw Masur (* 1996), Weitspringer
- Roman Petruk (* 2003), Hochspringer

## Varia
- 1850 heiratete Honoré de Balzac Ewelina Hańska in Berdytschiw.
- Berdytschiw ist Ort der Handlung im Stummfilm Jüdisches Glück von 1925 nach Erzählungen von Scholem Alejchem und Schauplatz des Romans Die Brüder Maschber (1939) von Pinchas Kahanowitsch (Pseudonym: Der Nister) über den Untergang einer angesehenen Kaufmannsfamilie um 1870. Dort wird die Stadt N. genannt.
- Der Stadt zu Ehren wurde der am 29. Oktober 2005 vom Astronomischen Observatorium Andruschiwka entdeckte Asteroid (159181) Berdychiv benannt.[16]